# 城端曳山祭

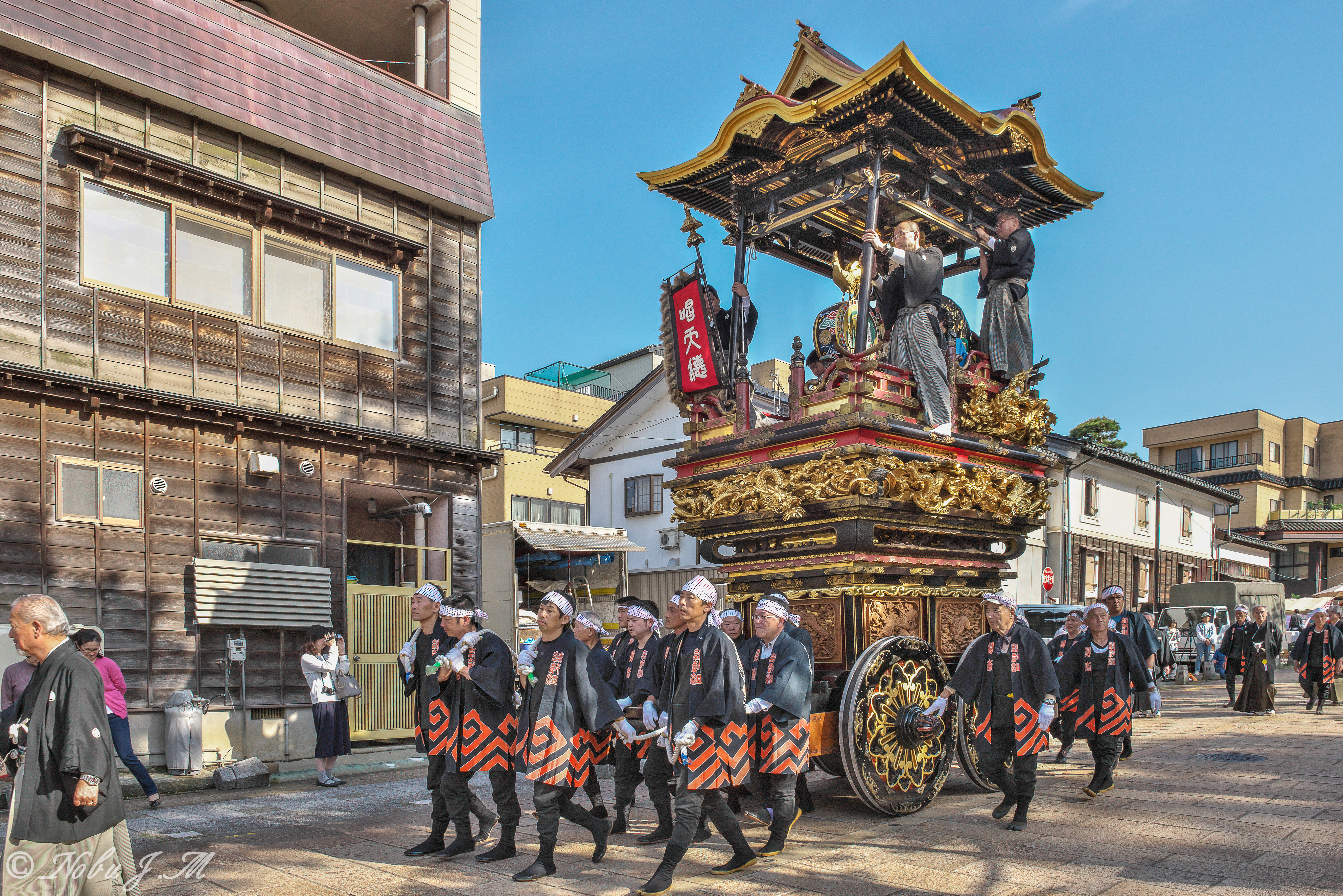
城端曳山祭

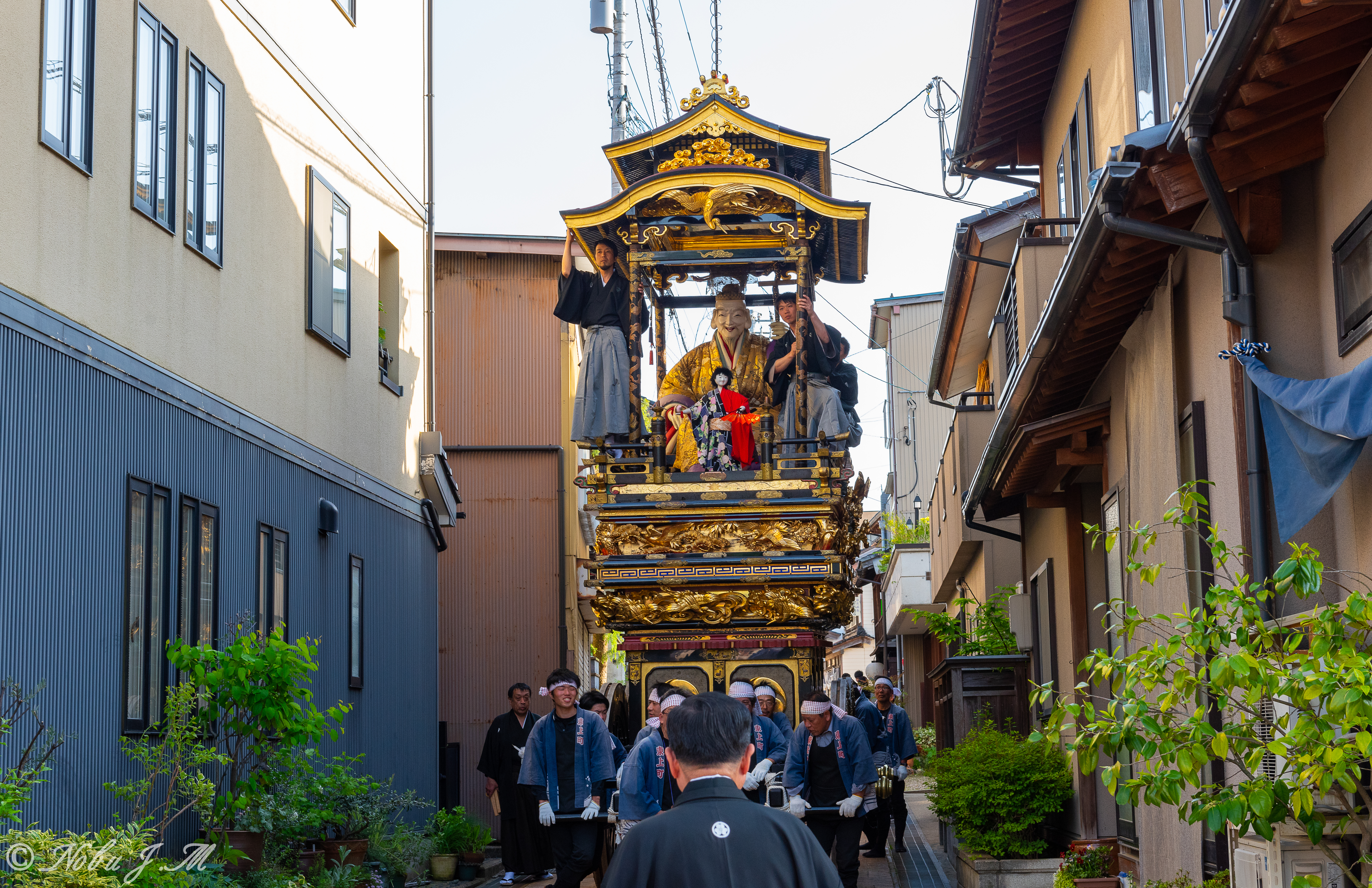
城端曳山祭

城端曳山祭 （じょうはなひきやままつり） は、富山県南砺市城端地域にて毎年5月5日に行われる城端神明宮の春季祭礼。御神像を載せた豪華絢爛な曳山や庵屋台が町内を巡行する曳山神事で、江戸時代の享保初期（1710年代）に成立し、明治以降春祭りとして毎年5月に開催。5月4日夜には宵祭が行われる。かつては5月15日に行われていたが祭礼を執り行う人手確保のため2006年（平成18年）よりゴールデンウィーク中の現在の日程となった。この祭礼は、国の重要無形民俗文化財に指定されているほか、ユネスコの無形文化遺産に登録されている。

## 概要
獅子舞、剣鉾、8本の傘鉾、四神旗、4基の神輿、6基の庵屋台（いおりやたい）、「ぎゅう山」といわれる6基の曳山が、越中の小京都と言われる城端の旧市街を厳かに曳き回される。また若連中といわれる囃子方・唄方が庵屋台の中に入り各所望所（しょもうしょ）にて江戸情緒溢れる庵唄を披露する。夜には提灯山となり夜遅くまで賑わう。曳山（御神像を載せる山車）と庵屋台（料亭を模した造りで鳴り物が載る山車）は、旧市街の6地区（大工、西上、西下、東上、東下、出丸）がそれぞれ所有し、宵宮（宵祭り）には、各御神像を座敷に飾る「山宿」も6か所設けられる。
城端地域の前身である城端町は、真宗大谷派の寺院「善徳寺」が1559年（永禄2年）に福光（現・南砺市）より移り、1573年（天正元年）には城端が開町し市が開かれた後門前町・市場町として絹織物で栄えた町である。神明社ができたのは1574年（天正2年）、その後1685年（貞享2年）社殿再建の際春・秋祭りが始まった。神輿が完成し獅子舞や傘鋒の行列が始まったのは1717年（享保2年）の秋祭りからである。1719年（享保4年）秋祭りに曳山が完成、1724年（享保9年）には神輿の巡行に曳山が曳航され現在の曳山祭りの基礎ができた。明治末期より大正時代末に掛けて曳山改良競争が起き、各町内が手を加えていった結果現在の絢爛豪華な曳山になったといわれる。またこの祭りの大きな特徴の一つである庵屋台は、庵唄の稽古番記録が1822年（文政5年）からあることからこの頃からあったと考えられている。
1981年（昭和56年）1月22日、県の無形民俗文化財に指定され、その後2002年（平成14年）2月12日には今日まで江戸時代からの古い祭礼形式が継承されていることが評価され、「城端神明宮祭の曳山行事」として国の重要無形民俗文化財に指定された。また2006年（平成18年）には、「とやまの文化財百選（とやまの祭り百選部門）」に選定されている。
2016年（平成28年）10月には、18府県33件の「山・鉾・屋台行事」の中の1件として、ユネスコの無形文化遺産に登録勧告され、同年12月1日に登録された。
2020年（令和2年）4月4日、新型コロナウイルス感染症の拡大を受け、関係諸団体はこの年の曳山の巡行などの中止を決定し、社殿での神事等のみは行われた。また翌2021年（令和3年）の祭礼は、5日の本祭りは2年連続の中止とし、4日の宵祭りは、山宿でのご神体の公開と、各町内の一部所望所で庵唄の所望を行う予定であったが、その後全面中止が決定した。2022年（令和4年）の祭礼は曳山巡行時間の短縮、夜に明かりをともす『提灯山』の中止などの縮小開催とし、2023年（令和5年）の祭礼は4年ぶりに通常開催された。

## 庵唄と若連中
庵唄は江戸時代の端唄を元とし現在数十曲が伝承されており、城端の先人達が江戸から持ち帰った端唄や替え歌、小唄調なども採り入れながら江戸の粋な文化に浸ったという遊び心あふれる文化が、現在まで継承されているものである。囃子には横笛、三味線、太鼓が用いられる。また庵唄・囃子を受け持つ若衆を若連中といい各町内ごとに会（連）名があり、毎年寒稽古、本稽古をへて祭礼当日紋付袴姿の若連中が、庵屋台の中で庵唄や曳山囃子を奏でる。
主な庵唄
薄墨・玉川・辰巳・夏は蛍・重ね扇・宇治茶・川竹・忍ぶ恋路・松風・夕暮・五月雨・萩桔梗・槍さび・宝ほの・花筏・鶴の声・草の葉に・我がもの・橘・書き送る・秋草・雪巴・手鏡に・筆のかさ・一聲・空ほの・打水・海晏寺・ほととぎす・沖の瀬に・浅くとも・秋草・春惜む　など
- 庵唄は毎年各町が一曲ずつ選曲する。
- 囃子には本囃子・まわりあい（間奏曲で各町で違う）・休み囃子がある。
- 若連中は青年男子のみで20〜30代が中心であり数えで45歳ぐらいまでである。その後は世話役などに回る。

2015年（平成27年）4月には、南砺市の各祭礼で庵屋台を持ち、庵唄を継承している4団体が集まり、地方、謡い手の技術向上・育成、継承保存を目的に、「南砺市庵唄伝承保存活動協議会」を立ち上げた。また南砺市も支援のため補助金を交付する。
- 所属する祭礼団体 : 城端神明宮春季祭礼〔城端曳山祭〕（城端[8]）、宇佐八幡宮春季祭礼（福光[8]）、よいやさ祭り（井波）、福野神明社春季祭礼本祭〔福野夜高祭〕（福野[8]）

### 庵唄の所望（所望所）
各家で親戚・知人などを招待し祝儀を出して庵唄の所望をすると簾を巻き上げて待ち、各町の庵屋台と曳山が順番に所望した家の前に止まり庵唄を披露する。一般観光客もその様子を見聞きする事ができるほか、観光客用に城端曳山会館横（駐車場）には予約席（有料）・自由席（無料）の特設の所望所が設けられ、午後2時頃と午後8時30分頃にやって来る庵屋台と曳山の演奏を座って聴くこともできる。

## 獅子舞
五箇山地方より伝わったとされる多人数で舞う百足獅子で、曳山の巡行路を清める露払いの役目をしている。なお2005年（平成17年）には、「とやまの文化財百選（とやまの獅子舞百選部門）」に選定されている。

### 南町（みなみちょう）
- 9人が胴幕内に入り舞う百足獅子で、胴幕には竹でできた半円状の枠が付いている。
- 「ギンバヤシ」、「ヨッサキ」、「シチゴサン」などの演目がある。

## 剣鉾

### 新町（しんまち）
- 起源 - 1800年代
  - 現在の剣鉾は、1930年（昭和5年）に完成し、1925年（大正14年）より製作に取り掛かったもので、高さ約8m、2輪の大八車（外車）様式の輻車（やぐるま〔スポーク式〕）様式の御所車風の台車に立てられ、鉾には「太神宮」の旗が吊るされており悪魔や邪気を払うものである。かつて人が担いでいた剣鉾は、明治末期に2輪の車輪を取り付けたが、西下町より曳山の古く使用しなくなった車輪を譲り受けたものである[12]。2017年（平成29年）6月には城端蒔絵16代目の塗師を含む若手職人3人により修復を開始し、2018年（平成30年）3月に完了予定である[13]。

## 傘鉾
8本の傘鉾は総高さ2.87〜3.56m、傘径1.50m〜1.90mの絵番傘で傘の上には独自の飾り（鉾）が飾られている。傘の周りには長さ35〜40cmの水引幕が張られている。また傘の中に作り物を飾る物もある。この傘鉾には神輿を先導し神様を招き入れる役目をしている。

### 西下町（にししもまち）
- 傘 - 高さ3.33m、径1.58m、鶏に唐草文様
- 飾り - 太鼓に金鶏
- 水引幕 - 黄色地に鶏丸文様

### 東下町（ひがししもまち）
- 傘 - 高さ2.87m、径1.72m、紫地に宝珠文様
- 飾り - 打ち出の小槌
- 水引幕 - 青色地に宝くずし文様染め

### 出丸町（でまるまち）
- 傘 - 高さ3.03m、径1.70m、唐草文様に「福寿」の文字
- 飾り - 将棋盤に柳（枝先に将棋の駒）・傘の中に冠と蛙
- 水引幕 - 赤色地に柳・蛙・波紋文様染め

### 大工町（だいくまち）
- 傘 - 高さ3.39m、径1.90m、黒地に赤色で千枚分銅
- 飾り - 千枚分銅
- 水引幕 - 紫地に白抜きで千枚分銅とかきつばた文様

### 東上町（ひがしかみまち）
- 傘 - 高さ3.10m、径1.61m、赤・青・黄の三色で右三つ巴紋、緑は唐草文様
- 飾り - 金の鶴に岩波
- 水引幕 - 上部は朱色地・裾が鼠色雲形文様に三つ巴紋

### 西上町（にしかみまち）
- 傘 - 高さ2.95m、径1.50m、黒色地に蔓柏紋
- 飾り - 三方（三宝）に争鈴と玉手箱
- 水引幕 - 紫地に蔓柏紋染め

### 新町（しんまち）
- 傘 - 高さ3.56m、径1.64m、左三つ巴に桜花ちらし文様
- 起源 - 1781年（天明元年）
- 飾り - 手箱に鼓と桜の枝
- 水引幕 - 紫地に扇面文様、裾を朱色に暈かして桜花ちらし文様染め

### 野下町（のげまち）
- 傘 - 高さ3.00m、径1.65m、牡丹文様
- 飾り - 太鼓にラッパと月琴
- 水引幕 - 白地に桜花ちらし文様染め

## 四神籏
四神旗は4籏あり方位を司る朱雀、玄武、青龍、白虎の4神を奉ったものである。元々は児童がそれぞれ持って歩いていたが現在では台車に立てて神輿の前を進む。

## 神輿
4基（春日宮・八幡宮〔石清水〕・神明宮・子供神輿）

## 庵屋台と曳山
城端の庵屋台と曳山は、彫り物・漆工芸・彫金等のほとんどが城端の職人の手によって製作されているのが大きな特徴である。庵屋台と曳山は各町ごと連れ添って巡行する。曳き手はかつて町内の人が曳いていたが、大正の頃より近郊のだいたい決まった町の人達が、各町揃いの法被を羽織い曳く。

### 庵屋台
6台の庵屋台はいずれも2層構造で高さ約3〜3.5m、長さ約3m（長柄間約4.71m）、幅約1.8〜1.9m、重さ約300kg、上層には京都の茶屋や江戸の料亭、貴族の別邸など模した、外観、内部とも精巧な家屋の模型が乗せられている。下層の回りは水引き幕で囲い下層上部には木彫刻や欄間彫刻が施され、若連中が庵屋台の中に入り移動しながら曳山囃子を所望所では庵唄を披露する。なお下層の4本の足には車輪が付けられているが床はないので、中に入る若連中は庵屋台の移動に合わせて歩きながら演奏する。車輪が付けられる以前は前後4人ずつで担いで移動していた。

#### 西下町（にししもまち）
- 庵（上層）: 主屋、離れ二棟の数寄屋造り二階建ての料亭 高さ3.29m
- 若連中: 諫鼓共和会
  - 現在の屋台は明治時代に新調した二代目。初代は屋台の中で最も起源が古いと言われている。

#### 東下町（ひがししもまち）
- 庵（上層）: 数寄屋造りの平屋二棟構え 高さ3.02m
- 若連中: 宝槌（ほうてつ）会（たから連）
  - この屋台のみ下層には水引き幕ではなく江戸情緒溢れる格子造りである。出入り口には暖簾が掛かっている。
  - 下層上部は欄間彫刻である。
  - 宝槌会は2014年（平成26年）より庵唄の魅力を発信し、祭りの知名度アップと交流を兼ね、東京都神楽坂で毎年行われている伝統芸能イベント「神楽坂まち舞台・大江戸めぐり」に出演している[14]。

#### 出丸町（でまるまち）
- 庵（上層）: 数寄屋造りの平屋二棟構え 高さ3.20m
- 若連中: 布袋同志会
  - 明治時代に修復し下層上部には町内有志で作った寄せ造り物の欄間がはめ込まれている。

#### 大工町（だいくまち）
- 庵（上層）: 在原業平の別荘で平屋二棟構え 高さ3.06m
- 若連中: 冠友会
  - 初代は1898年（明治31年）に焼失したが10年後に復元された。
  - 池畔に建てられた公卿（くげ）屋形の趣を表現するため、建物の周りに鴛鴦（おしどり）と杜若（かきつばた）の彫刻を配し、また前後の棟の間には風流な橋が掛けられている。

#### 東上町（ひがしかみまち）
- 庵（上層）: 二階建ての江戸の料亭。 高さ3.45m
- 若連中: 松声会
  - 上層の庵入口には大文字屋・鶴屋・扇屋・玉屋といった新吉原の料亭の暖簾が掛けてある。この庵は1825年（文政8年）から1834年（天保5年）に掛けて修復された際に作られたとされる。

#### 西上町（にしかみまち）
- 庵（上層）: 京都の料亭（数寄屋造り） 高さ3.48m
- 若連中: 恵友会
  - 現在の屋台は大正時代に新調した二代目で城端塗りが施されている。初代は京都祇園の一力茶屋を模した物と云われている。

### 曳山（ぎゅう山）
地元でぎゅう山といわれる6基の曳山は、高さ5.54m〜6.52m、長さ約4.5m〜5.2m（長柄間）、2層構造の入母屋作り軒唐破風屋根の屋台様式で高欄で囲まれた上層（神座）には御神像を供え一部の曳山にはからくり人形を配している。上層と下層の間には2段に分かれた彫刻などの装飾がされている。創成期の御神像やからくり人形は、人形師の木屋五郎右衛門（別名・木屋仙人）、城端焼の創始者で人形師・彫刻師でもある荒木和助（別名・唐津屋和助）、現在も受け継がれている城端塗（城端蒔絵）の塗師、小原治五右衛門などによって手掛けられたものである。
他所の曳山にはあまり見られない特徴の一つとして、狭い路地をすり抜けるように進むため、家屋等にぶつからない様に屋根の軒が可動式になっており紐で操作し幅を縮めることができる。殆んどの曳山は跳ね上げ式だが、西下町曳山の屋根だけは軒を上部へせり上げるという特殊な仕組みになっている。また屋根を支える柱の根元の穴にゆとりをもたせ移動中屋根が20cm〜30cm程揺れるようにできている。これも狭い路地を進むさい建物にぶつからないためと回転する時にバランスをとるための工夫で、神座に乗る紋付・袴姿の男衆4人が柱を持ち屋根の動きを制御する。現在は巡行路となる道路のほとんどが拡張されており、屋根を可動させる場所は大工町の路地だけとなり、逆に見所の一つとなっている。天井は金箔張りとなっており、東下町曳山のみが格天井で他は平天井である。
車輪は4輪の大八車（外車）様式の輻車（やぐるま〔スポーク式〕）または板車で、車輪にも漆や彫金などが施されている。もう一つの特徴として曳山を曳くと車輪からギューギューと軋り音がなるので「ぎゅう山」といわれるが、この音は車軸（心棒）と車軸受けの間に、鳴り板と呼ばれる油（現在は灯油）に浸した厚さ約3mmの檜の薄木を噛ませ、車軸にも油を塗り意図的に出しており毎年取り替えられる。また、180度回転するための装置が唐子山（からこやま）を除き設置されているが必ずしも使用されるものではない。
夜には提灯山になるが、よく見られる何百もの提灯で周りを囲むのではなく手に持つ弓張り提灯を曳山に挟みぶら下げる様式になっている。巡行路内で昼巡行では西下町と出丸町、提灯山になってからは新町での計3ヶ所で180度ターンがあり、大きな軋り音をたてながら一気に廻すところが見所でもある。また、城端曳山会館横の所望所では庵屋台・曳山の説明、庵唄の披露のほか、からくり人形と屋根可動のデモンストレーションが行われる。

#### 諫鼓山（かんこやま） 西下町
- 起源: 享保年間（1716年〜1736年） 高さ6.18m
- 御神像: 堯王と諫鼓鶏
- 車輪: 輻車（やぐるま〔スポーク式〕） 
  - この曳山だけが屋根の幅調整が跳ね上げ式ではなく軒を上部へせり上げる仕組みになっている。

#### 東耀山（とうようやま） 東下町
福寿山とも呼ばれる。 
- 起源: 享保年間（1716年〜1736年） 高さ5.54m
- 御神像: 大黒天
- 脇座: ラッパ吹き人形と逆立ち軽わざ（梯子渡り）人形
- 車輪: 輻車（やぐるま〔スポーク式〕）
  - 現在の御神像は1774年に彫像されたものであり、それ以前は「黒大黒天像」が乗せられていたとされ、現在も黒大黒天像は町内で大切に保管され、毎年10月には町内の山倉に安置され参拝を受ける。[15]
  - 6基の内唯一格（ごう）天井である。

#### 唐子山（からこやま） 出丸町
- 起源: 享保年間（1716年〜1736年） 高さ6.27m
- 御神像: 布袋
- 車輪: 板車 
  - 元々御神像には尉（じょう）と姥（うば）を供え高砂山と云われていたが、宝暦12年（1762年）布袋に変更し唐子山と云われる様になった。

#### 千枚分銅山（せんまいぶんどうやま） 大工町
- 起源: 享保年間（1716年〜1736年） 高さ6.34m
- 御神像: 関羽と周倉
- 車輪: 輻車（やぐるま〔スポーク式〕）
  - 旧御神像が千枚分銅だったため千枚分銅山と云われる。
  - 初代曳山は明治31年（1898年）の大火で焼失した為、明治39年（1906年）に再造された。

#### 鶴舞山（つるまいやま） 東上町
- 起源: 安永年間（1772年〜1781年） 高さ6.52m
- 御神像: 寿老
- 脇座: 綾織人形
- 車輪: 輻車（やぐるま〔スポーク式〕）
  - 車輪が6基の内で一番大きい。明治40年（1907年）新調された。
  - 屋根が唯一豪華な2重屋根である。明治45年（1912年）上重された。

#### 竹田山（たけだやま） 西上町
- 起源: 安永年間（1772年〜1781年） 高さ5.71m
- 御神像: 恵比須
- 車輪: 板車 
  - 神座（上層部）後方の見返し（後塀）が唯一ない。

## 城端曳山会館

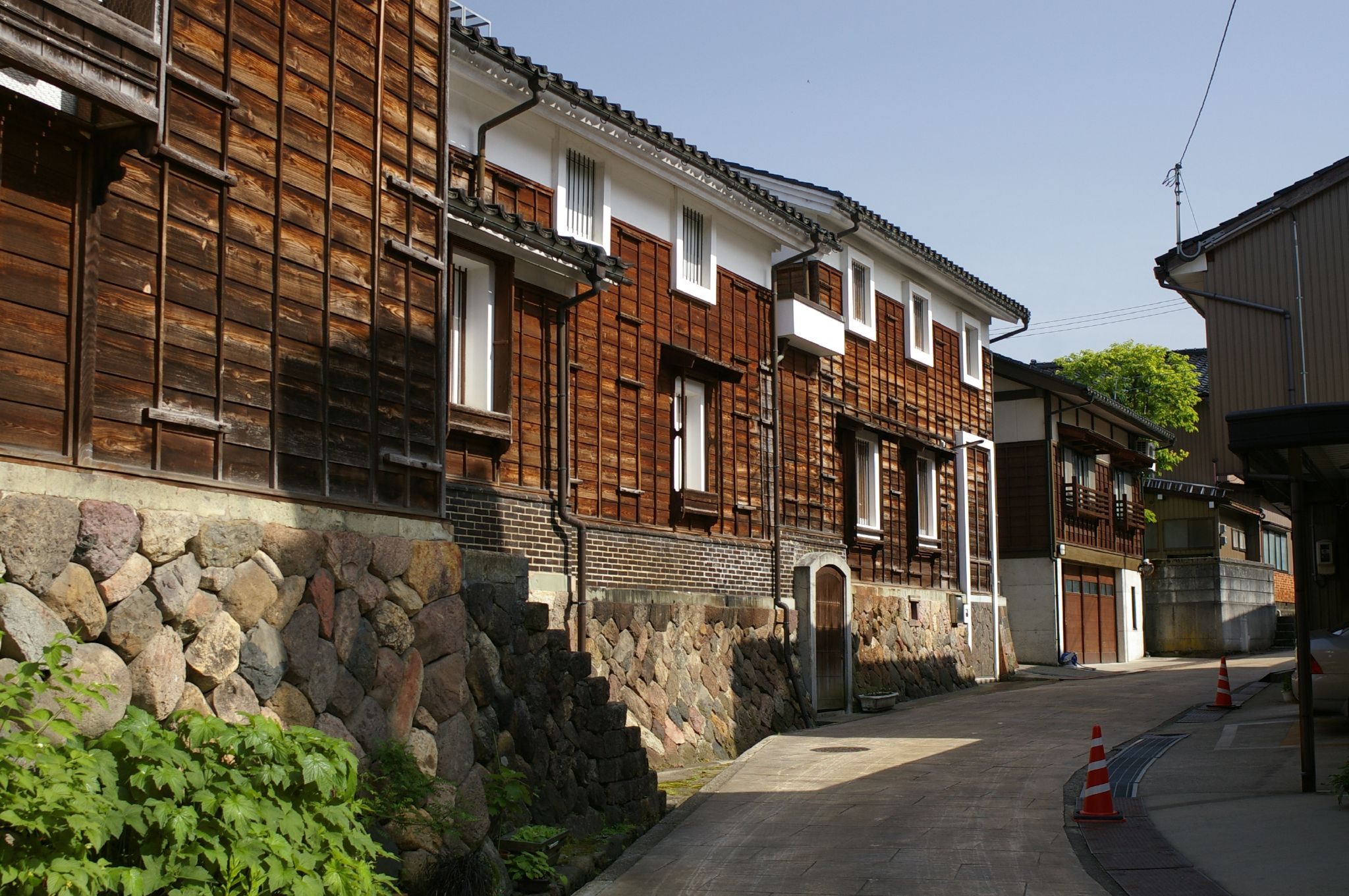
土蔵群 蔵回廊

1980年（昭和56年）に建設が決定し、1981年（昭和56年）10月に大工町の旧城端町役場跡にて建物完成、館内乾燥を待って1982年（昭和57年）の祭礼終了と同時に曳山と庵屋台を展示、同年5月19日に開館した。建物は同年12月11日に昭和57年度第13回富山県建築賞一般の部に入賞している。
剣鉾は通年、傘鋒4本、庵屋台・曳山3基が交代で展示されているほか、現在使用されなくなった曳山の部材、安永の曳山車騒動で一時没収された車輪、獅子舞の獅子頭、幕などの展示、曳山の歴史史料などを常設展示している。ロビーのモニターでは、曳山祭の様子を見ることができる。
1998年（平成10年）1月から3月にかけて、国道304号の改修に伴い、休館して改修工事を実施した。
2016年（平成28年）9月14日には、曳山創成期の御神像やからくり人形などを手掛けた「荒木和助」（1734年〜1806年）が制作した童子の人形面（頭部）2点が、同館に寄贈され常設展示されることになった。人形面2点は童子がほほ笑む木製の面で、高さ約20cmと曳山に乗るからくり人形の頭部より一回り小さいため試作品と思われる。箱書きには「荒木五牛」とあるが、和助は1771年（明和8年）ごろよりこの号を名乗っており、これ以降の作品とみられている。
また1993年（平成5年）11月には、曳山会館の奥に明治時代の豪商野村家の土蔵を修復・再生した土蔵造りの建物4棟を回廊でつなぎ、曳山関連史料、城端町の歴史史料、城端塗（城端蒔絵）、城端焼などを展示する「土蔵群 蔵回廊」（旧 城端町史館蔵回廊）を併設した。こちらは土蔵そのものも展示物となっており、土蔵の構造も知る事ができる。なお、土蔵4棟の内3棟は、2021年（令和3年）10月14日に、国の登録有形文化財（建造物）〔旧野村家住宅 一番蔵・二番蔵・雑蔵〕に登録された。
- 開館時間 - 午前9時〜午後5時（有料）

曳山祭当日は午後9時まで無料開放

## 山宿（山番）
山宿は4日の宵祭の午後に6町の家に「飾り山」として曳山の御神像を安置し一般に公開し、翌日の祭礼当日まで御神像をお守りする役目を務める家のことで、山宿に選ばれる主人は一生に一度だけの名誉なこととされ、立派に務め上げることが誇りとされる。古くは山宿を務めるに当たって城端独特のしきたり・風習が多く出費も多く掛かるため、資産家で間口が広く奥行きがあり書院作りの部屋を持つ家が担当することが多かったと、古い文献によりわかっている。現在では緩和されたしきたり・風習もあるが、山宿は現在も脈々と受け継がれている。
城端市街地の町屋は間口が狭く続き間が奥に続くうなぎの寝床といわれる家が多い。山宿に選ばれた家は御神像を奥座敷に一夜安置するが、城端のしきたり・風習に従い務める。なお現在では、家を新築や改築したり、おめでたいことがあった家が務めることも多い。また各町の公民館を借り受け山宿を務める家もある。
- 山宿に選ばれた家は家屋の外壁や内装、庭などの修繕・補修をし、調度品などを揃える。
- 部屋の襖や障子をはずし続き座敷とし畳はすべて新調する。部屋の間にある敷居は取り外しが可能となっており、それも取り外してすべて畳だけにする。畳は畳の縁が入り口から奥に掛けて一直線になるように並べるが、その際敷居を取り外した分の畳が必要で、その分の畳を用意しなくてはいけない。この並べ方は神様を迎えるためのもので、奥行きをより強調するための工夫ともされる。
- 続き座敷となった部屋の左右の壁一面に屏風を並べるが、一般的なジクザグに置くのではなく、長押（なげし）に屏風押さえを用い、壁に沿って一直線に覆うように立てめぐらす。
- 御神像を安置した2階部分は家人が踏み込まないように畳を外したり、ロープなどを張る。
- 選ばれた山番の主人は身を清め新しい下着をつけ、きれいな寝着を着用し、火元に注意し御神像を安置した座敷で一夜を共にする。その際火事・地震等が起きたときにすぐ御神像を担いで持ち出せるよう御神像に縄を掛け、確認してから就寝する。

## 安永の曳山車騒動
詳細は高岡御車山祭の項「安永の曳山車騒動と津幡屋与四兵衛」を参照
安永の曳山車騒動は、1775年（安永4年）に高岡（御車山）と、放生津（新湊）曳山（放生津）との間におこった車輪（曳山車）を巡る騒動で、「今後高岡と類似した曳山車は曳き出してはならぬ。しかし地車であれば許可する。」とのお触れが出たことにより、その後の加賀（主に現在の富山県西部）、越中各地の曳山祭りならびに曳山の発展に多大な影響を与えた大事件である。城端ではこの騒動で、漆の塗師、大工、町の組合頭など関係者7名が魚津の盗賊改方への出頭・入牢を命じられ詮議を受けた。この際、出丸町の坂上に延命地蔵を建立し7名の無事釈放を祈願した。7名はその後無事釈放されている。なおこの地蔵尊は今も同じ地に建っている。また当時輻車も没収されたが一部は返還され、現在城端曳山会館に保存展示されている。その後の曳山祭りの実施については、曳山創設から歴史が長いとの理由で許可された。

## 主な日程
町廻り（4月下旬、5月1日）
祭礼の約半月前と5月1日の夜間に、当番町の若連中が三味線、篠笛、太鼓により「夜まわり囃子（廻りあい）」を奏でながら山町6町内を回り、祭礼が近づいたことを知らせる。
宵祭（5月4日） おもな各行事は夕刻から夜に行われる。
宵祭は神様が神社から神輿御旅所（じょうはな座内）へ移られる夜である。また曳山・庵屋台を各山倉から出して組み立てられる。
- 山宿になった6町の各家では飾り山として曳山の御神像を安置し一般開放し、スタンプラリーが行われる。
- 午後6時より神事、各町の庵唄が神輿御旅所（じょうはな座）にて奉納披露される（入場無料）。
- 午後6時30分より獅子舞、曳山祭りの賛歌「城端祭」、浦安の舞、庵唄（各町）が城端曳山会館横所望所にて合同披露される（雨天中止）。

宵祭当日は午後6時より午後10時まで市街中心部の一部道路で車両通行止となる。
本祭（5月5日）
早朝、御神像を山宿から曳山に移し、8時30分に神輿、獅子舞、剣鉾、傘鋒が神輿御旅所（じょうはな座）より出発する。その後剣鉾、8本の傘鋒、庵屋台・曳山が善徳寺（城端別院）前に一同整列し9時30分より曳き出され、庵屋台と曳山は各町ごとに連れ添って氏子町内の各所望所で庵唄を披露しながら巡行し、神輿、剣鉾、傘鋒は15時頃神明宮に還御される。庵屋台・曳山は巡行を続け、夜には提灯山となり22時30分頃に城端曳山会館前に到着し解散となるまで続く。なお、庵屋台・曳山の巡行順は西下町・西上町・東下町・出丸町・大工町・東上町と決まっていたが、明治の初めに交代制となり、前年の6番山が翌年1番山となる。お昼の休憩時には剣鉾・8本の傘鋒・庵屋台・曳山が一同整列するほか、18時頃の提灯山の準備時には各町の庵屋台・曳山が整列する。また、14時頃と20時30分頃には城端曳山会館横所望所にて、各町曳山の説明、庵唄・からくり人形の披露が行われる（雨天中止）。
祭礼（本祭）当日は午前9時より翌日午前0時まで市街中心部は全面車両通行止となる。

## その他
- 城端伝統芸能会館じょうはな座では、4月〜11月の第2、第4土曜日の月2回定期公演が行われ、城端曳山祭の若連中が「庵唄」を、城端むぎや祭に参加する城端地区の各町内が「麦屋節」を、それぞれ持ち回りで披露している。
- 曳山祭の賛歌「城端祭」 1937年（昭和12年）作詞・作曲
- タレントの永六輔 は「日本の祭りNo.12」（朝日新聞社 2004年8月22日発行） で「浅草育ちの僕が一番好きな祭りは城端曳山祭である」と執筆している。
- アニメ「true tears」の舞台は城端をモデルとしており、城端曳山祭と城端むぎや祭を元にした祭りが作中で描かれている。放送終了後、聖地巡礼として同地を訪れたファンが曳山の曳き手になるなど継続的な交流が続いている[23]。